# AT&T Corporate Center
AT&T Corporate Center – wieżowiec znajdujący się w Chicago w USA. Jest w ścisłej czołówce najwyższych budynków miasta, plasuje się na 5 pozycji i jeden z najwyższych w USA. Znajduje się w centrum Chicago tuż obok Willis Tower.
Wieżowiec wziął swoją nazwę od korporacji AT&T. Poza 60 piętrami znajdującymi się nad ziemią budynek posiada dwie kondygnacje podziemne. Całkowita powierzchnia biurowa wynosi 157,934 m².